# Migliaro
Migliaro là một đô thị ở tỉnh Ferrara, vùng Emilia-Romagna của Italia, nằm ở vị trí cách khoảng 60 km về phía đông bắc của Bologna và khoảng 30 km về phía đông của Ferrara. Tại thời điểm ngày 31 tháng 12 năm 2004, đô thị này có dân số là 2.367 người và diện tích là 22,5 km².
Migliaro giáp các đô thị: Massa Fiscaglia, Migliarino, Ostellato.